# Opius mischiformis
Opius mischiformis är en stekelart som beskrevs av Fischer 1999. Opius mischiformis ingår i släktet Opius och familjen bracksteklar. Inga underarter finns listade i Catalogue of Life.